# 大報恩寺遺跡公園
大報恩寺遺跡公園（だいほうおんじいせきこうえん）は、中華人民共和国江蘇省南京市秦淮区の中華門外にあり、北は外秦淮河、南は雨花台、東は1865園区、西は雨花路に至り、南京的な文化資源が最も集中的な区域の一つである。

## 概要
およそ300年に建立された寺（大報恩寺前身）は江南最初の寺院だった。その後江南では仏教が盛んになった。中国で２番目の仏教寺院で、南朝480寺の起縁で、昔中国仏教の中心地だった。600年余前の明の時代に、航海家鄭和が大報恩寺の建立を主宰し、10万人を集め、17年を費やして観光させ、永楽皇帝が「大報恩寺」に「第一の塔」の称号を賜った。その後の400年間に、大報恩寺瑠璃宝塔は南京で最も特色のあるランドマークとして、西側の中国通から古代ローマ斗牛場と並んで「世界中古七大奇跡」と言われ、中国建築文化のモデルとして西側諸国から模されている。
2007年、政府部門は大報恩寺の再建と考古発掘を開始した。2008年から中国人を驚かす「仏頂真骨」「感応舎利」「諸聖舎利」「七宝阿育王塔」など大量の国家グラス文物と聖なる品次々と出土した。2012年11月、大報恩寺は中国の海のシルクロード遺産の一つとして中国文化遺産候補リストに組み入れられた。2015年12月、「一大聖地、九大奇観」と言われる大報恩寺遺跡公園は一般公開され、世界で最も珍しい舎利の感応舎利が安置されている。